# یهودیت حریدی

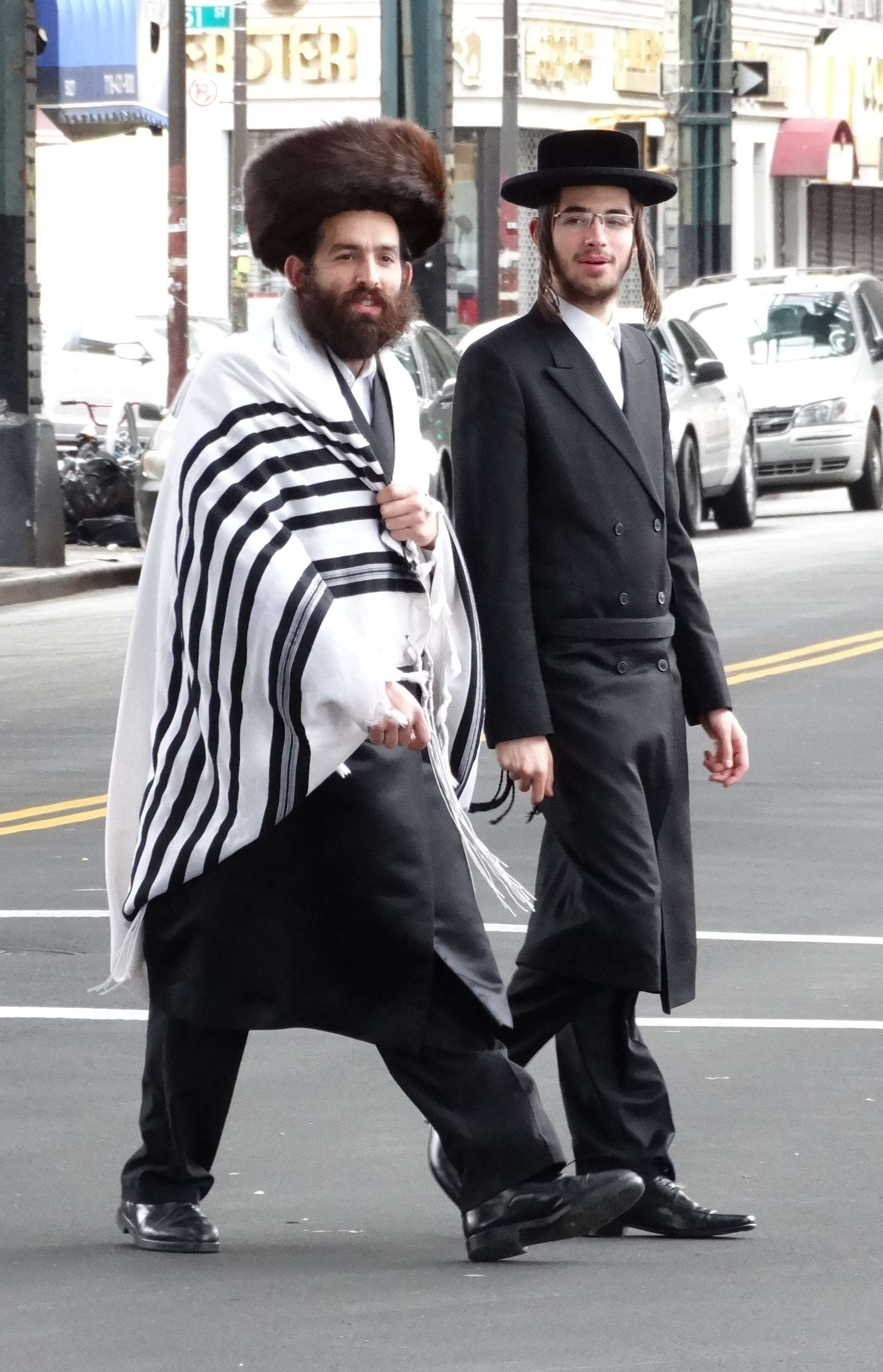
پوشش مردان حریدی

یهودیت حریدی، حریدی‌ها (به عبری: יהדות חרדית) یا یهودیان فوق ارتدکس، بنیادگرایان شاخه یهودیت ارتدکس هستند که باورهایشان را به‌طور مستقیم برگرفته از موسی و تورات نازل شده بر او در طور سینا می‌دانند. حدود یازده درصد جمعیت اسرائیل حریدی‌اند که اغلب در محله‌ها و شهرک‌های تماماً ارتدوکس‌نشین زندگی می‌کنند.
کودکان حریدی در مدرسه عمدتاً تورات و تلمود می‌خوانند. پسرها باید در بزرگسالی و در حقیقت تا پایان عمر بیشتر وقت‌شان را صرف تحصیل این متون مذهبی کنند.
حریدی‌های اسرائیل، که پیش از این به انزوای اجتماعی معروف بودند و بسیاری زندگی‌شان را وقف تحصیلات دینی می‌کردند، این روزها بیش از همیشه سراغ فناوری و کار در اینترنت و علوم رایانه می‌روند. جمعه شب‌ها که شبات شروع می‌شود معتقدند که نباید از دستگاه‌های الکترونیک استفاده کنند. بسیاری از حریدی‌ها در خانه‌شان تلویزیون و اینترنت یا کتاب و موسیقی غیرمذهبی ندارند.
یهودیان حریدی، به تفکیک جنسیِ مطلق باور دارند. برباور آنان، زنان باید لباس‌های کاملاً پوشیده به تن داشته باشند و در اماکن عمومی، جدا از مردان بنشینند یا بایستند. مردان حریدی پیراهن سفید، شلوار سیاه، کت بلند سیاه و کلاه سیاه به تن می‌کنند – پوششی که از یهودیان روسیه و لهستان در قرن هجدهم میلادی می‌آید. زنان طوری لباس می‌پوشند که آرنج و زانوشان پوشیده باشد. بسیاری زنان متأهل کلاه‌گیس به سر می‌کنند که موی طبیعی‌شان دیده نشود.